# Chromulinales
Ordre
Les Chromulinales sont un ordre d'algues unicellulaires hétérocontes de la classe des Chrysophycées, principalement d'eau douce, qui ont une couleur jaune dorée caractéristique en raison de la présence de pigments accessoires qui masquent la chlorophylle. L'ordre présente une grande diversité, englobant cinq à dix familles, selon le système de classification considéré.

## Description
L'ordre des Chromulinales regroupe un grand nombre d'espèces d'algues hétérocontes, principalement habitants des eaux douces, constituant un groupe taxonomique à forte biodiversité, ce qui se reflète dans le nombre de familles dans lesquelles il est subdivisé. Incluant des organismes photosynthétiques doués de motilité, le groupe se situe à la frontière entre les domaines traditionnels de la phycologie et de la zoologie, ce qui, outre la grande diversité morphologique, conduit à une classification complexe et instable. Certains ordres anciennement créés sont conservés en tant que familles, mais la classification a considérablement varié.
Le trait caractéristique de ce groupe est la structure des flagelles des cellules mobiles. Les membres du groupe sont essentiellement unicellulaires, mais présentent des organisations cellulaires diverses, notamment la formation de colonies de structures différentes, donnant lieu à des morphologies distinctes, qui furent traitées à l'origine comme des ordres distincts. De nombreux autres ordres d'algues dorées (Chrysophyceae), désormais reconnus comme des entités distinctes basées sur la structure cellulaire, étaient à l'origine inclus parmi les taxons qui composent désormais les Chromulinales. Compte tenu de la diversité de ces organismes, il est possible que d'autres groupes soient supprimés à mesure que davantage d'espèces seront mieux comprises. Dans sa circonscription taxonomique actuelle, le groupe correspond grosso modo à la notion de « chrysophytes nucléaires », c'est-à-dire qu'il constitue le groupe monophylétique auquel appartiennent les algues dorées « nucléaires ».
Les membres flagellés du groupe possèdent deux flagelles visibles au microscope optique, comme dans le genre Ochromonas, mais parfois un seul, comme chez Chromulina. L'ordre des Chromulinales, tel que défini initialement par Adolf Pascher en 1910, ne comprenait que ces dernier type (les monoflagellés), les biflagellés étant alors classés dans l'ordre des Ochromonadales. Cependant, des études sur l'ultrastructure cellulaire ont montré qu'un deuxième flagelle court, ou au moins un deuxième corps basal, est toujours présent, de sorte que la distinction entre mono- et biflagellés n'est plus considérée comme phylogénétiquement pertinente.
La plupart des Chromulinales n'ont pas de couverture cellulaire sous la forme d'une paroi cellulaire différenciée. Cependant, certains ont des « loricas » ou « coquilles », comme c'est le cas du genre Dinobryon (Dinobryaceae), qui est sessile et forme des colonies ramifiées. La plupart des formes avec des écailles de silicate ont été séparées de la classe et sont considérées comme des taxons distincts, appelés « Sinurids » (ancienne classe des Synurophyceae) ; certaines sont classées dans d'autres ordres, par exemple le genre Paraphysomonas dans les  Paraphysomonadales.
De nombreux membres du groupe sont amiboïdes, présentant de longues extensions cellulaires ramifiées sous la forme de micro-tentacules, bien que tous passent par des stades flagellés dans lesquels ces extensions sont absentes. Les genres Chrysamoeba, Rhizochrysis et Myxochrysis, de la famille des Chrysamoebaceae, sont typiques de ce groupe. En particulier l'espèce  Myxochrysis paradoxa est connue pour avoir un cycle de vie complexe qui comprend un stade plasmodial multinucléé, similaire à celui de certains champignons. Ces organismes amiboïdes étaient auparavant traités dans des systèmes de classification basés sur la morphologie, dans l'ordre des Chrysamoebales.
De nombreux membres des Chromulinales ne sont pas mobiles. Dans ce groupe, les cellules peuvent être nues, c'est-à-dire sans paroi cellulaire, étant seulement entourées de mucilage, comme dans le cas du genre Chrysosaccus (famille des Chrysosaccaceae), ou présentant une morphologie coccoïde, entourées d'une paroi cellulaire bien développée, comme chez Chrysosphaera (famille des Chrysosphaeraceae.
Certains genres sont coloniaux, formant des structures filamenteuses voire pseudo-parenchymateuses (comme chez Phaeoplaca, Chrysothallaceae). Ces genres auparavant groupés dans les mêmes ordres, sur la base de critères morphologiques résultant d'une évolution convergente, sont désormais classés dans des ordres distincts.

## Liste des familles
Selon AlgaeBase (23 janvier 2022) :
- Chromulinaceae Engler
- Chrysamoebaceae Bourrelly
- Chrysocapsaceae Pascher
- Chrysococcaceae Lemmermann
- Chrysolepidomonadaceae M.C.Peters & R.A.Andersen
- Dinobryaceae Ehrenberg

## Systématique
Le genre Rhizochromulina, superficiellement similaire aux Chromulinales uniflagellées, était autrefois inclus dans cet ordre, mais est maintenant dans l'ordre monotypique des Rhizochromulinales de la classe des Dictyochophyceae sur la base des différences dans la structure du stade flagellé.
Le genre Hydrurus et d'autres genres phylogénétiquement proches, tous d'eau douce, caractérisés par la formation de filaments gélatineux ramifiés, sont souvent placés dans l'ordre des Hydrurales, mais dans certaines classifications, ils sont intégrés aux Chromulinales.